# Woodstock (New York)
Woodstock je město v okrese Ulster County ve státě New York ve Spojených státech amerických, asi 140 km severně od New Yorku. Město bylo založeno v roce 1787. V roce 2010 zde žilo 5 884 obyvatel. S celkovou rozlohou 175,8 km² byla hustota zalidnění 35,7 obyvatel na km². Po městě byl pojmenován hudební festival Woodstock, který se zde měl konat ve dnech 15.–18. srpna 1969. Pro odpor místní samosprávy byl nakonec uspořádán v Bethelu.

## Osobnosti města
- Max Martini (* 1969), herec
- Amy Helm (* 1970), zpěvačka